# Jerevan Ararat konjaksfabrik
Ej att förväxla med Jerevans konjaksbolag
Jerevan Ararat konjaksfabrik (armeniska: Երևանի Արարատ կոնյակի-գինու-օղու կոմբինատ), är Armeniens största producent av armenisk konjak. 
Företaget grundades 1887 inom ryska imperiet. Jerevans konjaksbolag etablerades på den fastighet där Jerevans fästning låg av köpmannen Nerses Tairjan och dennes kusin Vasili Tairjan. Det övertogs 1900 av den ryske affärsmannen och vodkatillverkaren Nikolaj Sjustov och omdöptes till "Sjustov & Söner". Företaget förstatligades under Armeniens period inom Sovjetunionen. År 1948, i samband med en omorganisation av den då statliga "Jerevan Ararat vin-konjaksfabrik" (tidigare till 1940 "Sjustovfabriken"), delades företaget och dess byggnad i två företag: Jerevan Ararat konjaksfabrik och Jerevans konjaksfabrik. 
Nuvarande fabrikslokaler uppfördes 1938 på platsen för det tidigare Sardars palats inom den rivna Jerevans fästning. Fabriken ritades av arkitekten Rafajel Israjeljan.
Företaget ägs sedan 2002 av det av Gagik Tsarukjan ägda Multi Group Stone.

## Bildgalleri

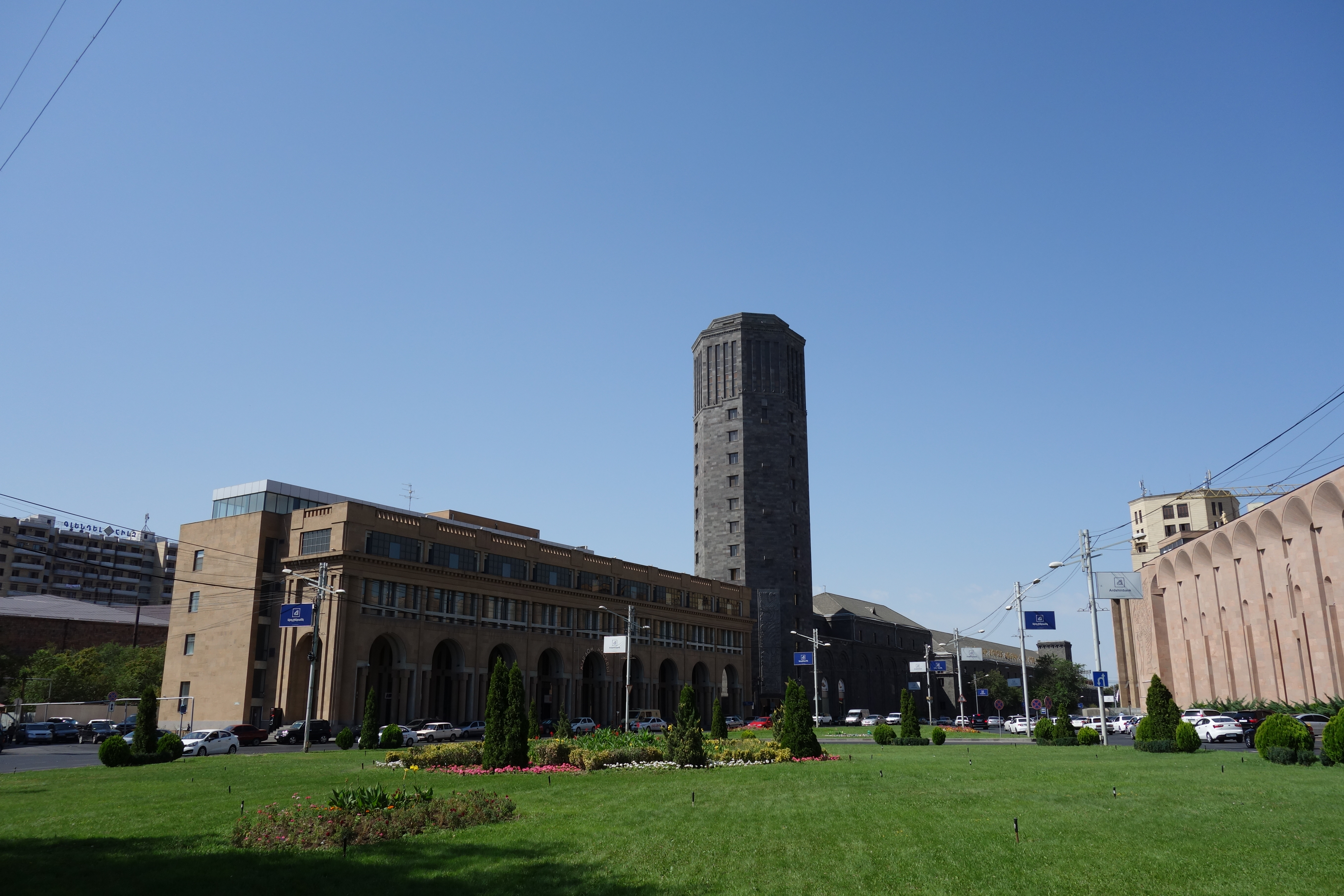
Jerevan Ararat konjaksfabriks byggnad
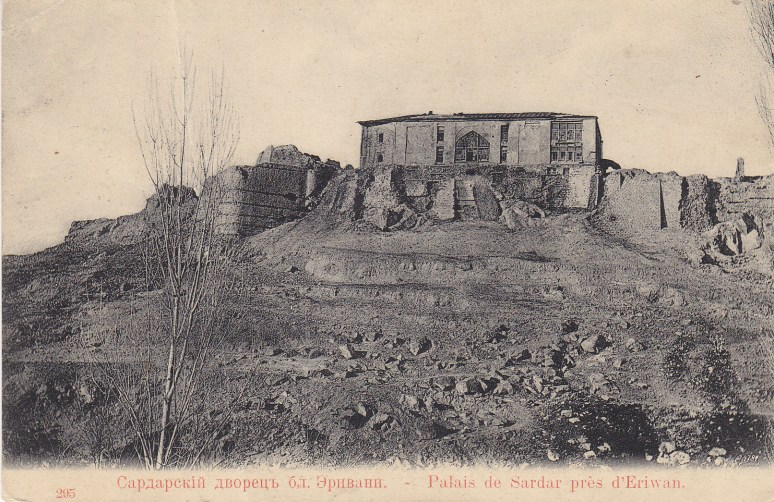
Sardars palats i den rivna Jerevans fästning, platsen för konjaksfabriken
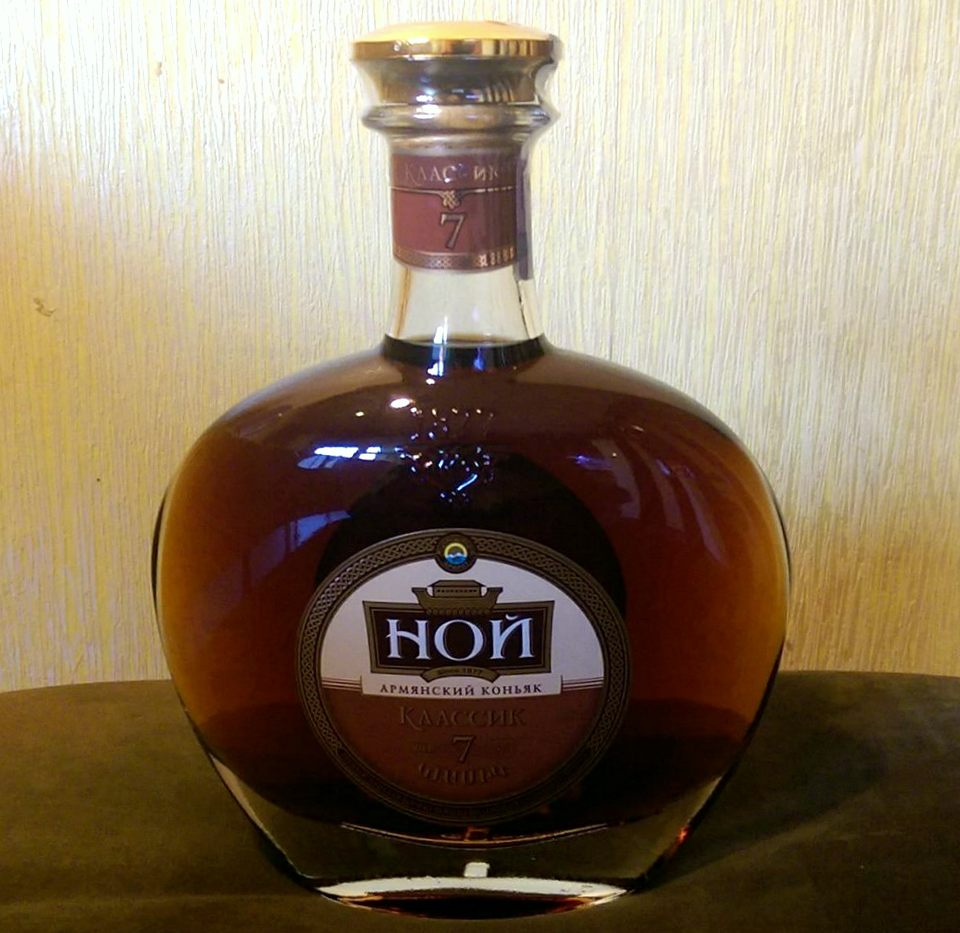
Noj, armenisk konjak